# 露西·韋伯·海斯
露西·韋伯·海斯（英語：Webb Hayes，1831年8月28日－1889年6月25日）是第19任美國總統拉瑟福德·伯查德·海斯的妻子，她在1877年至1881年間擔任美國第一夫人。
露西是首位持有本科教育學位的第一夫人。她亦比前幾任第一夫人更為推崇平等主義，包括主張非裔美國人的平等待遇；她甚至首次邀請非裔美國音樂家前往白宮演出。歷史學家基於她堅定支持禁酒運動的立場而稱她為「檸檬水露西」，但實際上是她的丈夫禁止在白宮內飲用酒精飲品，她生前亦從未被這樣稱呼。